# École Normale Supérieure
L'École normale supérieure o ENS (Escola Normal Superior en català) és un establiment d'ensenyament superior francès enquadrat dins la categoria de les grandes écoles.

## Història
L'ENS nasqué pel decret de la Convenció Nacional del 9 de brumari de l'any III de l'Era Republicana (30 de novembre de 1794), sota l'impuls de Dominique-Joseph Garat. Després d'haver clausurat les universitats i d'altres institucions d'ensenyament d'origen eclesiàstic, el govern revolucionari francès pretenia de crear uns nous centres educatius controlats per l'Estat que formessin els seus quadres. En el cas de l'ENS, l'objectiu era el de formar els nous professors del sistema educatiu francès que es començava a perfilar.
Com la majoria de les grans escoles, l'ENS va sobreviure a la Revolució Francesa, al Primer Imperi francès i la resta de règims successius que, no solament mantingueren la institució, sinó que la promogueren en el seu objectiu formatiu del professorat de l'educació secundària a França. Tanmateix, a poc a poc, l'escola va deixar d'acomplir únicament aquesta missió i s'obrí a la formació d'aquelles persones que no desitjaven de seguir una carrera dins l'Estat. Semblantment, l'ENS s'ha anat obrint lentament a la recerca, amb la incorporació de doctorats i centres de recerca adscrits al CNRS. Aquesta doble natura es va accentuar després de la reorganització de les grans escoles que es feu el 1985.

## Admissió i escolaritat
L'ingrés a l'ENS s'efectua per concurs, a partir d'aquells candidats que han acabat el batxillerat o les classes preparatòries a les grans escoles (CPGE). Les proves s'organitzen segons l'àmbit acadèmic de l'estudiant i requereixen una elevada preparació. Si el candidat és admès, passa a gaudir de l'estatut de pensionat –anomenat popularment normalien–, que comporta una retribució mensual, l'estatut funcionarial per deu anys (amb el compromís de servir als cossos docents de l'Estat en acabat de la formació) i l'allotjament a les instal·lacions de l'ENS a Montrouge (París). A banda de l'accés per concurs, és possible de presentar una candidatura d'ingrés per a una escolaritat curta de tres anys. Usualment, l'escolaritat dels normaliens és de cinc anys. Per a aquells qui desitgin una formació acadèmica superior més que no pas un estatut funcionarial amb l'Estat, hi ha aquesta via d'escolaritat curta.
L'escolaritat es divideix en àmbits i especialitats acadèmiques diverses. Això no obstant, el currículum de l'estudiant és lliure i pot escollir totes aquelles assignatures que desitgi, amb el benentès que hi ha d'haver una presència mínima d'assignatures d'especialitat. La doble natura, científica i humanística, afavoreix aquest transvasament de coneixements. L'escolaritat normal té una durada de cinc anys i el diploma que s'obté a la fi equival a una llicenciatura i un màster junts. Un cop l'estudiant ha acabat els cinc anys, pot procedir –si és normalien hi és obligat– a preparar l'agregació, el grau funcionarial amb el qual tindrà l'autorització per donar classes als instituts de secundària de França. Les agregacions es preparen a la mateixa ENS.

## Localització
L'ENS se situa al 45 del carrer d'Ulm, al cor del cinquè districte de París, el barri anomenat popularment Quartier Latin, per la seva històrica alta concentració d'establiments d'ensenyament mitjà i superior. És per això que, a fi de diferenciar-la de les altres ENS, aquesta institució s'anomena ENS rue d'Ulm

## ENS germanes
Hi ha tres escoles normals superiors al territori francès, creades posteriorment i a imatge de la matriu de l'ENS del carrer Ulm:
- École Normale Supérieure de Cachan
- École Normale Supérieure de Lyon
- École Normale Supérieure lettres et sciences humaines (a Fontenay-Saint-Cloud)

## Alumnes notables
Entre els seus antics alumnes compta amb nou guanyadors de la Medalla Fields, que és el major guardó concedit en el camp de les matemàtiques, així com guanyadors del Premi Nobel en ciències i literatura. A continuació seguix un llistat dels més cèlebres:
- Científics
  - Mèdics i biòlegs
    - Louis Pasteur (1843)

  - Guanyadors del Premi Nobel
    - Claude Cohen-Tannoudji
    - Pierre-Gilles de Gennes
    - Gabriel Lippmann
    - Louis Néel
    - Jean Baptiste Perrin (1891, Premi Nobel de Física de 1926)
    - Paul Sabatier
    - Alfred Kastler (1921, Premi Nobel de Física de 1966)

  - Físics
    - Marcel Brillouin (1878)
    - Paul Langevin (1894)
    - Hubert Curien
    - Joseph Fourier

  - Matemàtics
    - Évariste Galois (1829)
    - Jacques Hadamard
    - Henri Lebesgue
    - Édouard Lucas
    - Charles Émile Picard
    - Élie Cartan (1888)
    - Émile Borel
    - Pierre Fatou (1898)
    - Henri Cartan (1923)
    - Jean Dieudonné (1924)
    - Jacques Herbrand
    - Claude Chevalley
    - André Weil
    - Adrien Douady
    - Victor Puiseux
    - Jules Houel
    - Gaston Darboux
    - Jacqueline Ferrand
    - Guanyadors de la Medalla Fields (tots els guanyadors francesos foren educats en l'ENS)
      - Laurent Schwartz (Medalla Fields de 1950)
      - Jean-Pierre Serre (Medalla Fields de 1954)
      - René Thom (Medalla Fields de 1958)
      - Alain Connes (Medalla Fields de 1982)
      - Pierre-Louis Lions (Medalla Fields de 1994)
      - Jean-Christophe Yoccoz (Medalla Fields de 1994)
      - Laurent Lafforgue (Medalla Fields de 2002)
      - Wendelin Werner (Medalla Fields de 2006)
      - Cedric Villani (Medalla Fields de 2010)
- Humanistes
  - Filòsofs
    - Louis Althusser
    - Henri Bergson (1878) (Premi Nobel de Literatura de 1927)
    - Hippolyte Taine (1893)
    - Raymond Aron (1924)
    - Georges Canguilhem (1924)
    - Jean-Paul Sartre (1924)
    - Maurice Merleau-Ponty (1926)
    - Michel Foucault (1946)
    - Jacques Derrida (1952)
    - André Comte-Sponville (1972)
    - Simone Weil

  - Sociòlegs (estudiaren filosofia a l'ENS)
    - Émile Durkheim (1879)
    - Pierre Bourdieu (1951)

  - Escriptors (alguns eren també filòsofs)
    - Romain Rolland (1886, Premi Nobel de Literatura de 1915)
    - Robert Brasillach
    - Jean Giraudoux
    - Léopold Sédar Senghor
    - Charles Péguy (1894)
    - Aimé Césaire

  - Altres
    - Georges Dumézil (1916)
    - Neil MacGregor
    - Tony Judt

- Economistes
  - Gérard Debreu (1941, Premi Nobel d'Economia 1983)
  - Xavier Gabaix

- Polítics
  - Jean Jaurès (1878)
  - Paul Painlevé
  - Léon Blum (1890) (expulsat durant el seu tercer any)
  - Édouard Herriot (1891)
  - Georges Pompidou (1931)
  - Alain Juppé (1964)
  - Laurent Fabius (1966)